# Rosnowo (województwo wielkopolskie)
Rosnowo – wieś w Polsce położona w województwie wielkopolskim, w powiecie poznańskim, w gminie Komorniki.
Wieś szlachecka położona była w 1580 roku w powiecie poznańskim województwa poznańskiego. W latach 1975–1998 miejscowość położona była w województwie poznańskim.
Rosnowo leży w otulinie Wielkopolskiego Parku Narodowego. Znajduje się tutaj Oddział Zewnętrzny (P3) Aresztu Śledczego w Poznaniu. Wokół Rosnowa kiedyś znajdowały się sady o powierzchni ponad 320ha, obecnie są to w przeważającej ilości pola.

## Komunikacja
W miejscowości znajduje się jeden przystanek autobusowy (Rosnowo), obsługiwany przez trzy linie autobusowe dzienne: 703 (Górczyn PKM – Konarzewo/Pętla), 705 (Górczyn PKM – Konarzewo/Pętla), 707 (Górczyn PKM – Rosnówko/PKM) oraz jedna linia nocna: 250 (Górczyn PKM – Głuchowo/Stawna). Linie te organizowane są przez ZTM Poznań, zaś operowane przez gminnego przewoźnika PUK Komorniki.